# Catolicisme independent
El catolicisme independent és un moviment sacramental independent de clergues i laics que s'autoidentifiquen com a catòlics (la majoria de vegades com a antic catòlic o com a catòlic independent) i formen "microesglésies que reclamen successió apostòlica i sagraments vàlids", tot i no estar afiliats a les esglésies catòliques històriques com la Catòlica Romana i les Església la Catòlica Antiga.[2] El terme "catòlic independent" deriva del fet que "aquestes denominacions afirmen tant la seva pertinença a la tradició catòlica com la seva independència de Roma".
És difícil determinar el nombre de jurisdiccions, comunitats, clergat i membres que formen el catolicisme independent, sobretot perquè el moviment "està creixent i canviant a cada moment". Alguns adherents trien el catolicisme independent com a via alternativa a viure i expressar la seva fe catòlica fora de l'Església Catòlica Romana (amb les estructures, creences i pràctiques de la qual el catolicisme independent sovint s'alinea estretament) alhora que rebutja alguns ensenyaments catòlics tradicionals.